# Gunungiella saptadachi
Gunungiella saptadachi är en nattsländeart som beskrevs av Schmid 1968. Gunungiella saptadachi ingår i släktet Gunungiella och familjen stengömmenattsländor. Inga underarter finns listade i Catalogue of Life.